# آبسه پا

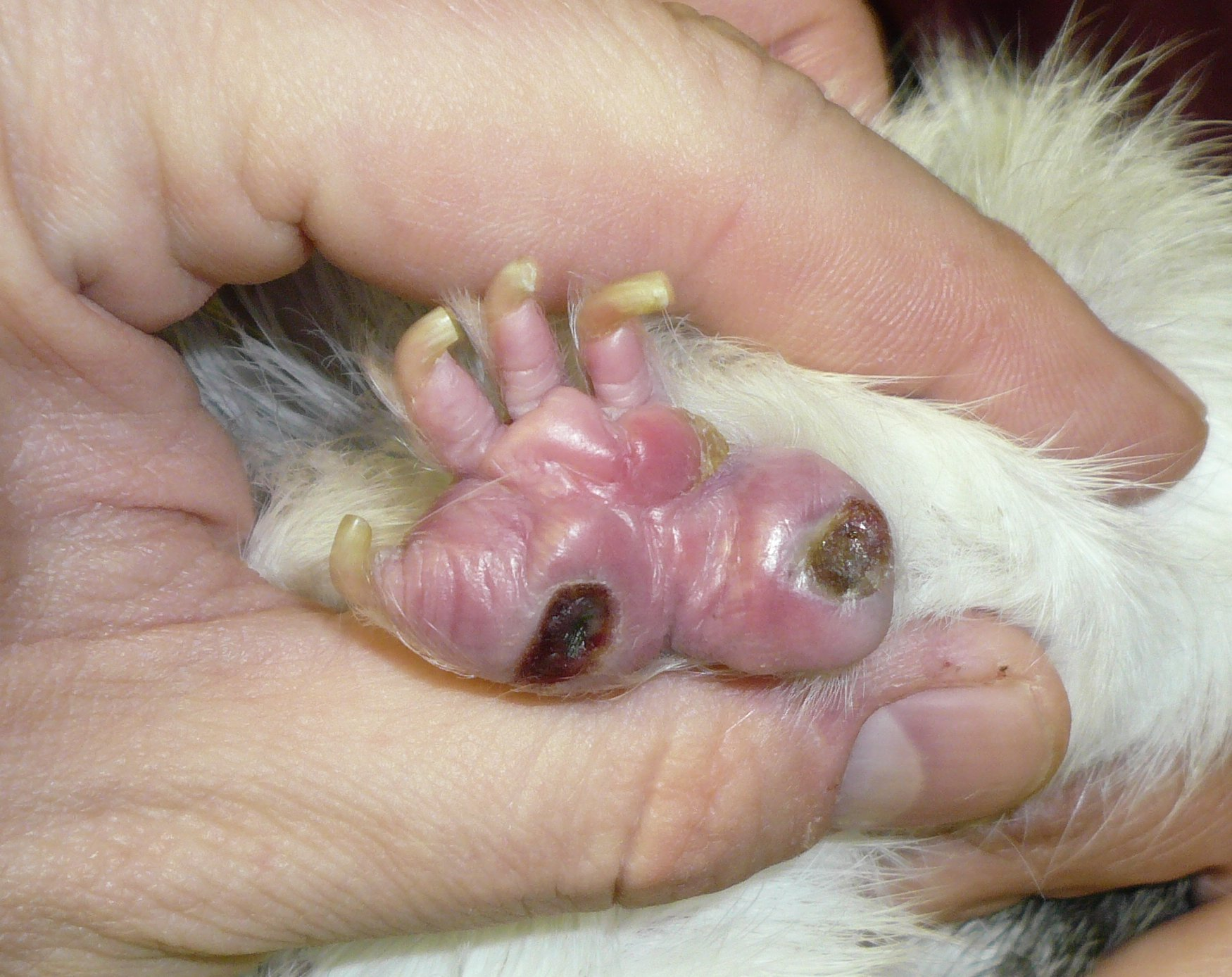
آبسهٔ پا در خوکچه هندی

آبسهٔ پا (به انگلیسی: Bumblefoot) (یا ulcerative pododermatitis) یک عفونت باکتریایی شایع و واکنش التهابی است که در پای پرندگان، جوندگان و خرگوش‌ها رخ می‌دهد. این بیماری توسط باکتری‌ها، یعنی گونه‌های استافیلوکوک، سودوموناس و اشریشیا ایجاد می‌شود که استافیلوکوکوس اورئوس شایع‌ترین علت عفونت است. باکتری‌های فرصت‌طلب فوق به‌طور طبیعی در محیط جانور وجود دارند و عفونت زمانی رخ می‌دهد که یکی یا ترکیبی از آنها از طریق خراش یا بریدگی در پوست وارد بدن شود. کف پا می‌تواند شکل‌های مختلفی داشته باشد، اما معمولاً شبیه تورم آبسه‌مانند با دلمه مرکزی و تیره‌رنگ است که ممکن است ترشح کند یا نداشته باشد. گاهی، این برآمدگی متورم دارای چرک یا موادی شبیه پنیر است. متناوباً، تورم می‌تواند دارای یک توده سخت باشد. زمانی که آبسه با بستر (مثلاً خاک، کاه و غیره) تحت تأثیر قرار می‌گیرد، این مواد سفت می‌شوند. همچنین ممکن است بستگی به شدت و مدت زمان بیماری، ضایعات، ترک‌ها یا تغییر رنگ، به صورت قرمزی، تورم، زخم‌های قرمز کوچک ظاهر شود. لنگش وظیفه تحمل وزن بیشتری بر روی پا (های) قوی جانور می‌گذارد. این کار سبب وارد شدن فشار بیش از حد بر روی پای خوب (یا پا) می‌شود که احتمال ایجاد ساییدگی را افزایش می‌دهد و می‌تواند سبب آبسهٔ کف پا شود. در نتیجه، در موارد لنگش، پا (های) خوب باید از نظر بریدگی و عفونت احتمالی بررسی شود. جانورانی که اضافه وزن دارند، به همین دلیل بیشتر در معرض خطر ابتلا به آبسهٔ کف پا هستند. وزن اضافی آنها سبب فشار بیش از حد به پاهای آنها می‌شود. با این حال، عفونت معمولاً می‌تواند به شیوه‌های بد دامداری نسبت داده شود، بنابراین در جانوران اسیر بسیار بیشتر از جانوران وحشی رخ می‌دهد. پودودرماتیت اولسراتیو هنگامی که خرگوش را درگیر می‌کند، به‌عنوان «جوش دردناک» و زمانی که پرنده‌ای را درگیر می‌کند، به «آبسهٔ پا» گفته می‌شود. در توصیف پودودرماتیت اولسراتیو در جوندگان، اصطلاحات "Sore hocks" و "bumblefoot" به جای یکدیگر استفاده می‌شوند.